# Чорнохвостий голкохвіст
Чорнохвостий голкохві́ст (Mearnsia) — рід серпокрильцеподібних птахів родини серпокрильцевих (Apodidae). Представники цього роду мешкають на Філіппінах і Новій Гвінеї.

## Види
Виділяють два види:
- Голкохвіст філіпінський (Mearnsia picina)
- Голкохвіст новогвінейський (Mearnsia novaeguineae)